# قسم زرين الريفي (مقاطعة أردكان)
قسم زرین الريفي (بالفارسية: دهستان زرین) هي قسم تقع في إيران في Kharanaq District. يقدر عدد سكانها بـ 866 نسمة .